# Stamboom Alexandrine van Pruisen (1842-1906)
Dit is de stamboom van Alexandrine van Pruisen (1842-1906).
| Stamboom Alexandrine van Pruisen (1842-1906)                                           | Stamboom Alexandrine van Pruisen (1842-1906)                                                   | Stamboom Alexandrine van Pruisen (1842-1906)                                     |
| -------------------------------------------------------------------------------------- | ---------------------------------------------------------------------------------------------- | -------------------------------------------------------------------------------- |
| Grootouders                                                                            | Frederik Willem III van Pruisen (1770-1840) x 1793 Louise van Mecklenburg-Strelitz (1776-1810) | Willem I van Oranje-Nassau (1772-1843) x 1791 Wilhelmina van Pruisen (1774-1837) |
| Ouders                                                                                 | Albert van Pruisen (1809-1872) x 1830 Marianne van Oranje-Nassau (1810-1883)                   | Albert van Pruisen (1809-1872) x 1830 Marianne van Oranje-Nassau (1810-1883)     |
| Alexandrine van Pruisen (1842-1906) x 1865 Willem van Mecklenburg-Schwerin (1827-1879) |                                                                                                |                                                                                  |
| Kinderen                                                                               | Charlotte (1868-1944) x Hendrik XVIII Reuss                                                    | Charlotte (1868-1944) x Hendrik XVIII Reuss                                      |
| Kleinkinderen                                                                          | ?                                                                                              | ?                                                                                |